# Forme juridique
 (juillet 2011).
Pour un article plus général, voir Droit des sociétés.
La forme juridique d'une personne morale est un élément de son statut. En France, c'est une des données qu'on retrouvera dans l'extrait Kbis qui décrit les principales caractéristiques d'une entreprise. 
Cette notion diffère de celle de statut juridique (qui répond à un ensemble de textes qui règlent la situation d'un groupe d'individus, leurs droits, leurs obligations). Le droit de la concurrence ne tient pas compte de la forme juridique d'une entreprise, mais cette forme aura un impact sur les droits et devoirs des dirigeants, éventuels actionnaires ou filiales, etc. C'est aussi un des critères permettant de catégoriser une entreprise, les autres pouvant être par exemple leur taille, ou leur appartenance au Secteur primaire, secondaire, tertiaire ou quaternaire, leur caractère local ou multinational, le fait qu'elles soient ou non cotées en bourse, publiques ou privées, à but lucratif ou non, solidaire, d'insertion, etc.

## Les différentes formes juridiques

### En France
En France, les formes juridiques d'une personne morale de
- droit public sont : l'État, les collectivités territoriales et les établissements publics ;
- droit privé sont : les sociétés, les associations, les syndicats, les groupements d'intérêt économique et les comités d'entreprises.

L'auto-entrepreneur ne constitue pas une forme juridique. 
Rappel : pour le droit communautaire européen, « la notion d'entreprise comprend toute entité exerçant une activité économique, indépendamment du statut juridique de cette entité et de son mode de financement » .